# 千葉展正
千葉 展正（ちば てんせい、1952年 - ）は日本のジャーナリスト、評論家、マスキュリスト。中央大学法学部出身。反フェミニズムの活動を行っている。

## 人物
北海道芦別市に生まれる。1977年から1996年まで共同通信社に記者として勤める。退社の後はフリーランサーとして『世界日報』や『國民新聞』など右派系の媒体に寄稿している。選択的夫婦別姓制度、ジェンダーフリー、DV防止法などの政策に対して、「フェミニズムに基づいている」などとして批判的な姿勢を取る。現在（2004年）は千葉県に在住。フェミニストとして知られる堂本暁子が同県の知事に当選し、女性優遇政策を推し進める方針を表明すると、反対運動に参加する。女子教育は良妻賢母を育成する目的で行われるべきだと考えており、同旨の理念を校訓とする大妻女子大学を称揚している。千葉の文章は、戦前の軍隊文書を模したような旧字体を多用した文章である。

## 著書

### 単著
- 『男と女の戦争 反フェミニズム入門』（展転社、2004年）

### 共編著
- （八木秀次、宮崎哲弥編）『夫婦別姓大論破！』（洋泉社、1996年）